# Airbus Helicopters H160M Guépard
Pour les articles homonymes, voir HIL.
Hélicoptère interarmées léger
L'Hélicoptère Interarmées Léger (HIL) H160M Guépard est un programme d'hélicoptère militaire dérivé de l'Airbus Helicopters H160, lancé en 2017 par le ministère des Armées français et dont le premier vol a lieu le 24 juillet 2025.

## Historique
En 2017, la version militaire du H160 est annoncée : ce sera le HIL, pour Hélicoptère Interarmées Léger, dont les premières livraisons sont alors attendues pour 2028. 
En mai 2019, la ministre des armées, Florence Parly, annonce l'avancement de deux années du programme, pour les premières livraisons en 2026. Le nom de la version militaire de l'appareil sera le Guépard.
La commande officielle, initialement prévue mi-2021 afin de livrer les premiers appareils en 2026 à l’Armée de terre, en 2028 à la Marine nationale et en 2030 à l'Armée de l’air est finalement passée le 22 décembre 2021, les premières livraisons étant prévues en 2027.
Sans que cette commande fasse partie à proprement parler du programme HIL, la gendarmerie nationale française a annoncé, le 2 novembre 2020, l'acquisition de dix hélicoptères H160, afin de remplacer progressivement ses vingt-six Aérospatiale AS350 Écureuil. Airbus Helicopters s'était engagé à livrer les quatre premiers exemplaires en 2023, la livraison des six suivants devant s'échelonner jusqu'en 2026. Le retard de signature du contrat reporte les premières livraisons à 2024.
Depuis 2019 Thales développe pour cet aéronef (ainsi que pour d'autres) le radar AirMaster C en bande X. 30% plus compact, plus léger et plus économe en énergie que les radars actuels, il innove par une antenne active à balayage électronique AESA (Active Electronically Scanned Array) en deux dimensions, multi-polarisation, et par une puissance de calcul lui permettant d’être évolutif, intuitif et capable d’intégrer rapidement des fonctions d’IA pour alléger la charge cognitive de l’opérateur. La DGA débute les essais en vol du démonstrateur de radar de nouvelle génération [DRAGON] en mai 2025.
Le premier vol a lieu à Marignane le 24 juillet 2025.

## Programme
Le programme HIL vise au remplacement d’environ 174 hélicoptères des trois armées. Dénommé Guépard, ce nouvel hélicoptère de la classe des six tonnes a vocation à remplacer cinq flottes vieillissantes : Fennec, Gazelle, Panther, Alouette III et Dauphin. Le coût unitaire est annoncé à environ vingt millions d'euros pour ceux destinés à la gendarmerie.
Il est ravitaillable en vol par avion KC-130J. 
Il est envisagé l’acquisition de 180 appareils (169+10+1) (annonce de notification du contrat d’acquisition et de soutien du gouvernement du 22 décembre 2021) : 
- quatre-vingts pour l’Aviation légère de l'Armée de terre, dans des missions de reconnaissance armée, d’infiltration de forces spéciales, d’appui-feu et d’appui au commandement,
- quarante-neuf pour la Force maritime de l'aéronautique navale, pour le combat aéromaritime, la protection et le soutien de la force navale, les opérations spéciales et l’action de l’État en mer,
- quarante pour l’Armée de l'air et de l'espace, dans la surveillance et la défense de l’espace aérien [mission MASA], la recherche et le sauvetage et le renseignement,
- dix H160 supplémentaires pour les forces aériennes de la Gendarmerie nationale, dans des missions de police et de secours[10],
- un H160 supplémentaire comme  « banc d'essai » pour la direction générale de l'Armement « pour assurer les essais en vol de mise au point, de qualification des équipements et des futurs systèmes d'armes ».

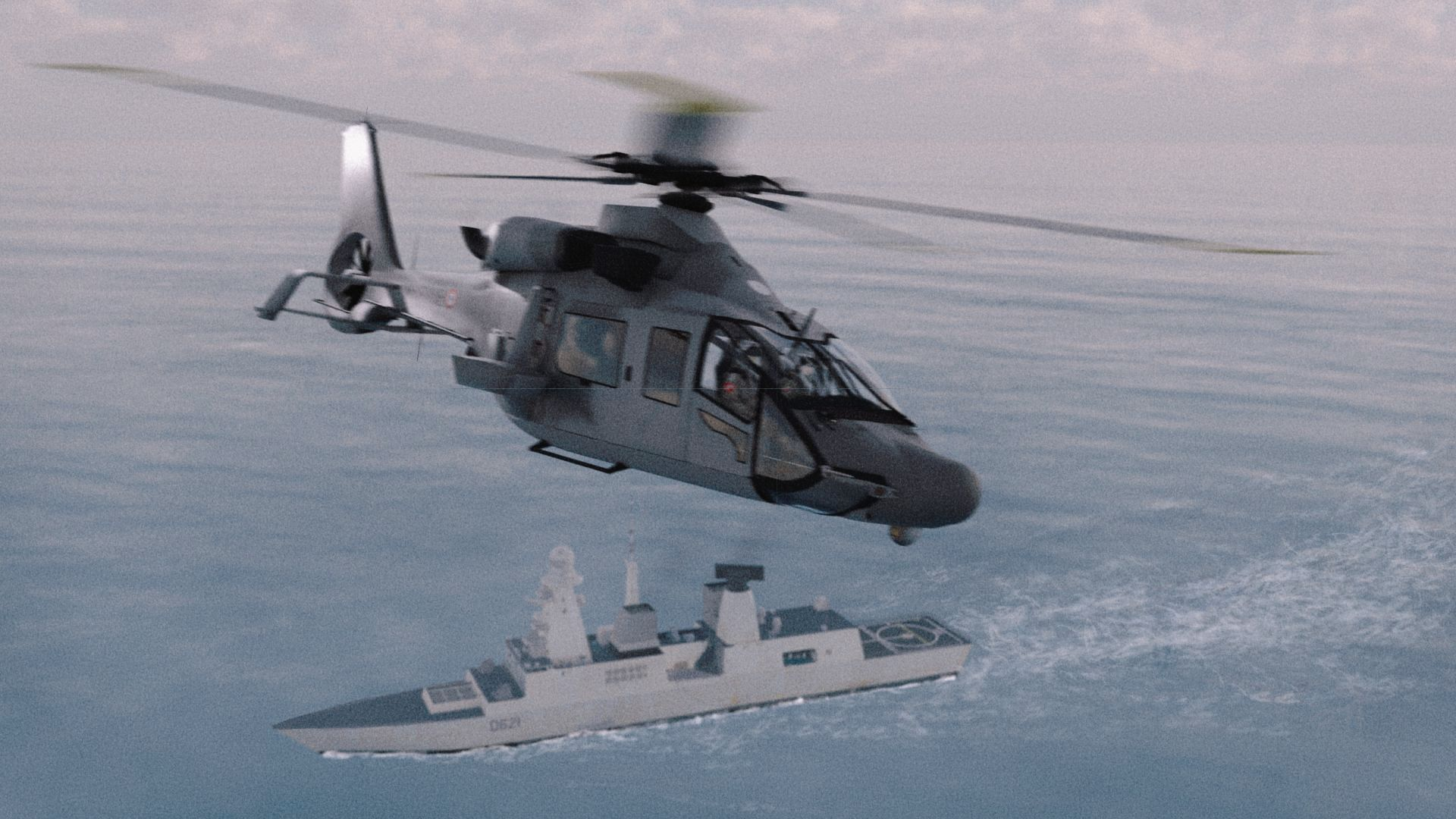
Version du H160M prévue pour la Marine, avec un radôme dans le nez de l'appareil et avec des points d'armement aux côtés.

Le Guépard remplira un large spectre de missions centrées :
- pour l’Armée de terre, dans la participation au combat aéroterrestre : reconnaissance, l'appui à l’engagement, appui-feu, la destruction de cibles faiblement protégées, l'infiltration, l'appui logistique, évacuation sanitaire ;
- pour la marine, avec la participation à l’engagement naval par la surveillance de l’espace maritime, d’actions de renseignement et d’intervention pour protéger la force navale et lutter contre les activités illicites[11] ;
- pour l’Armée de l’air, dans la posture permanente de sûreté aérienne (interception des aéronefs volant à vitesse réduite en basse altitude) et d'autres missions opérationnelles (transport, renseignement) ;
- pour les forces aériennes de la Gendarmerie nationale, dans le secours, le transport pour des missions de lutte contre le terrorisme, de police judiciaire et de maintien de l'ordre public[10].